# DDT op het witte doek
DDT op het witte doek is het 87ste album van stripreeks F.C. De Kampioenen, getekend door Hec Leemans, met medewerking van Wim Swerts en Vanas. De strip is uitgegeven in 2015 door Standaard Uitgeverij.

## Verhaal
DDT wordt na lange tijd vrijgelaten uit de gevangenis. Om hem weer goed te kunnen laten integreren in de samenleving wordt besloten dat hij weer in de buurt van de Kampioenen mag gaan wonen. Daarbovenop wordt ook besloten dat er een film gemaakt zal worden over de vrijlating en re-integratie van DDT. Deze film zal geregisseerd worden door de oude bekende Freddy Focus.
Bieke ziet al een paar keer een geheimzinnige figuur ronddwalen in de buurt van het café van de Kampioenen. Aangezien ze nog nooit zijn gezicht heeft gezien, weet ze niet om wie het gaat. Wanneer ze ontdekt wie de geheimzinnige figuur is, verkeert Bieke in alle staten.

## Hoofdpersonages
- Balthasar Boma
- Fernand Costermans
- Bieke Crucke
- Pascale De Backer
- Maurice de Praetere
- Pol De Tremmerie
- Doortje Van Hoeck
- Marc Vertongen
- Paulien Vertongen
- Carmen Waterslaeghers
- Xavier Waterslaeghers
- Nero

## Gastpersonages
- Freddy Focus
- Meneer Cabinetard
- Meneer de Minister
- Dimitri De Tremmerie
- Oscar Crucke

Zal 't gaan, ja? · Mijn gedacht! · Buziness is buziness · Vliegende dagschotels · 't Is niet waar, hé? · De dubbele dino's · Kampioen zijn is plezant! · Kampioenen op verplaatsing · Tournee Zénérale · De ontsnapping van Sinterklaas · Xavier in de puree · Het sehks-schandaal · De kampioenen maken een film · Oma Boma · De huilende hooligan · Bij Sjoeke en Sjoeke · Het geval Pascale · De simpele duif · Supermarkske · Supermarkske slaat terug · Kampioenen aan zee · Boma in de coma · De dader heeft het gedaan · De wereldkampioenen · Sergeant Carmen · Het spiedende oog · Vertongen en zoon · Man, man, man! · Stem voor mij! · Gebakken lucht · Kampioenen op wielen · De zeep-serie · Kampioenen in Afrika · Supermarkske op de bres · Agent Vertongen · De trouwpartij · Kampioenen op latten · Buffalo Boma · De vliegende reporter · De groene zwaan · Xavier gaat vreemd · De lastige kampioentjes · Boma in de wellness · De antieke antiquair · Alle hens aan dek  · Supermarkske op het slechte pad  · De schat van de Macboma's · De Jobhopper · De Kampioenen in het circus · 50 Kaarsjes... · Baby Vertongen · De nies van de neus · Don Padre Padrone · De rally van tante Eulalie · Paulientje op de dool · Miss Moeial · Carmen in het nieuw · Het geheim van de kampioentjes · De Afronaut · De erfenis van Maurice · De Kampioenen maken ambras · Oma Boma trainer · DDT doet weer mee · 20 jaar later · De Kampioenen in Pampanero · Kampioentjes verliefd · Supermarkske is weer fit · De pil van Pol · Vertongen Vampier · Fernand gaat trouwen · De verdwenen kampioenen · Xaverius De Grote · Komen vreten · Dolle Door · Hello poepa · De vinnige voetballer · Vijftig tinten paarsblauw · Dokter Jekyll en mister Vertongen · De kampioenen van de filmset · De Kampioentjes en het spookkasteel · De Kampioenen in Rio · Boma op de klippen · Op zoek naar Neroke · Supermarkske bakt ze bruin · De Corsicaanse connectie · De lotto-kampioen · DDT op het witte doek · De geniale djinn · Paniek in de Pussycat · De kampioentjes maken het bont · De malle mascotte · De pakjesoorlog · Supermarkske is weer proper · De tandartsassistente · Maurice de zwijger · Pol en Doortje gaan scheiden · Allemaal cinema! · Boma burgemeester · De nieuwe kolonel · Alles loopt in het honderd · De bucketlist van Xavier · Bibi Carmen · De kampioentjes en de kroonprins · Vrouwen aan de macht · Patatten en saucissen · De bronzen beker · Supermarkske en de 7 dwergen · De Kampioenen trappen door · De grimas van een paljas · De verjaardagstaart · Kampioenen aan het front · Boma in de val · Terug naar Splotsj · Ginette · Gespuis in huis · De knecht van tante Eulalie · De bal is rond · De strijd der titanen